# Douglas Cyril Hawthorn
Douglas Cyril Hawthorn, britanski general, * 1897, † 1974.